# Castello Gerione
Il castello Gerione (o meglio Girone, secondo una recente ricerca storica contenuta nella "Storia di Campagna" - AA. VV. - Ediz. Ass. Giordano Bruno, 2017) è un antico fortilizio, ubicato nel comune di Campagna. Sorge sulla cima del colle Girolo, contrafforte sul versante meridionale del monte Calvo, a 440 m di altitudine.

## Struttura
La struttura occupa complessivamente una superficie di 3 000 m2 circa, a forma di fuso, ed è ridotta ormai a rudere. 
Il complesso militare è accessibile da due ingressi, uno che lo collegava al Palazzo baronale ubicato sulla rupe Sant'Agostino ed un altro posto a ridosso del monte Romanella.
Sul versante occidentale è presente un sistema difensivo composto da un muro parallelo all'accesso che parte da via San Bartolomeo e costellato da quattro torri, di cui una recentemente ristrutturata. L'accesso da via Pianello invece era delimitato da una porta in metallo affiancata da due torri. Tutta la struttura è delimitata da una robusta cinta muraria dallo spessore di m 1,80 con merlatura guelfa.
Accedendo dall'ingresso, presenta un cortile esterno, un edificio per la guarnigione ed una basse-court. La zona abitata dal castellano era protetta da un ponte levatoio in legno che permetteva l'accesso ad un piccolo cortile sorvegliato da un donjon, una grossa torre rettangolare. L'edificio principale, il Palazzo del castellano, è di forma irregolare, su due livelli, a cui erano annessi una cappella, le cucine, una cisterna per l'acqua piovana e le stanze del signore. Raggiungibile solo a piedi, da due punti della città, o dal sentiero di via San Bartolomeo, che inizia dopo le ultime case e il "Calvario", o dalla località Romanelle, imboccando via Ponte Dauli. Dalla sommità della collina, si può ammirare un panorama sull'abitato sottostante e su parte della piana del Sele.

## Storia
Nei documenti storici di epoca longobarda e normanna viene identificato più volte sia come Castellum Campanie, sia come Castelli Giroli de Campanea che come Castellum Gironem. Il termine "Girolo", indicante attualmente il solo colle, potrebbe derivare dal termine greco gyrus (spirale, giro); la parola "Gerione" potrebbe derivare dal termine normanno gironde (località rotonda).
La sua edificazione fu probabilmente motivata per controllare i percorsi montani e grazie alla sua posizione strategica, come punto di osservazione per buona parte della piana del Sele. Documentato per la prima volta in una pergamena del 1056 in epoca longobarda, non si conosce la data esatta della sua edificazione.
Il primo signore, documentato, del castello fu il "conte Roberto", nel periodo normanno.
Con l'Assise di Capua del 1220, il castello Gerione fu acquisito al "Demanio Regio" da Federico II di Svevia, passando alle dirette dipendenze dell'imperatore e venendo inserito fra i Castra exempta, le principali fortificazione del regno.
Nel 1384 soggiornò nel maniero Papa Urbano VI durante la fuga da Nocera.
La struttura mantenne la sua funzione militare-difensiva fino al 1515 quando, vista la sua posizione scomoda per le esigenze del tempo, fu ceduta alla Collegiata di Santa Maria della Pace dall'ultimo feudatario ad averlo in possesso, il duca Ferdinando Orsini.
Secondo altri il castello fu utilizzato sia come carcere, e sia come guarnigione spagnola durante la feudalità dei Grimaldi Principi di Monaco Marchesi di Campagna.
Attualmente è proprietà dell'ex orfanotrofio "Lavinia Cervone" di Campagna.

## Premio Gerione
Dal 2005 il Comune di Campagna organizza una rassegna nazionale di scuola e teatro intitolata "Il Gerione".